# 庙子沟遗址
庙子沟遗址位于内蒙古自治区乌兰察布市察哈尔右翼前旗新风乡庙子沟村南，为一处重要的古文化遗址。为国家级文物保护单位。
庙子沟遗址出土文物非常丰富，为新石器时期的文化提供了大量研究史料。